# Nybergsund
Nybergsund är en tätort i Trysils kommun i Innlandet fylke i sydöstra Norge. Orten ligger vid Trysilelva, cirka fem kilometer söder om kommunens centraort Innbygda. Den hade 329 invånare år 2005. 
Den 11 april 1940 bombades Nybergsund eftersom Norges kung och regering befann sig där. Det var också här som kungen Håkon VII och regeringen vägrade godkänna Vidkun Quisling som statsminister.

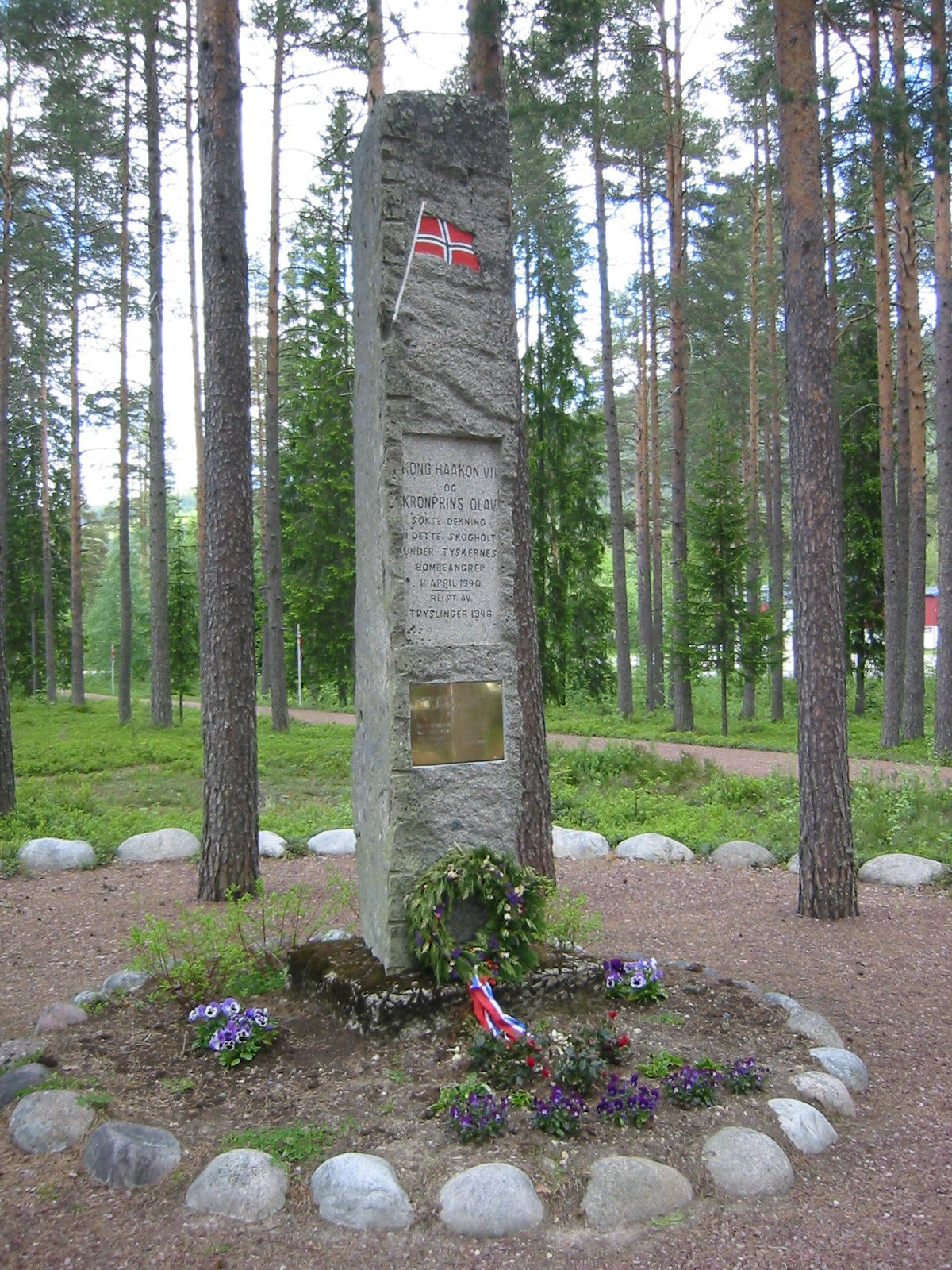
Minnessten i Nybergsund, efter den tyska bombningen i april 1940.